# André Simon (Rennfahrer)
André Constant Simon (* 5. Januar 1920 in Paris; † 11. Juli 2012 in Évian-les-Bains) war ein französischer Automobilrennfahrer.

## Leben
André wurde als Sohn eines KFZ-Werkstattbesitzers geboren, der zudem eine Werksvertretung für Mathis in La Varenne betrieb. Bereits mit neun Jahren starb sein Vater, so dass sein Onkel ihn erzog. Nur vier Jahre später arbeitete Simon in der Werkstatt der Familie.
Nach dem Zweiten Weltkrieg borgte sich Simon Geld für den Kauf eines Talbot-Lago-Sportwagens, um mit ihm 1948 in Montlhéry ein Sportwagenrennen zu bestreiten. Ein Freund lieh ihm den eigenen Delahaye für den Einsatz beim Grand Prix du Comminges nur wenige Monate später.
1949 fragte ihn der bereits erfahrene Eugène Chaboud, ob er sich den Einsatz beim 24-Stunden-Rennen von Le Mans mit ihm teilen wolle. Sein dortiger Einsatz machte Amadée Gordini auf ihn aufmerksam, für den er mit großem Erfolg in den Jahren 1950 und 1951 in der Formel 2 unterwegs war. 1951 hatte Simon, ebenfalls auf Gordini, seine ersten Starts bei Formel-1-Weltmeisterschaftsläufen, beim Grand Prix von Italien erreichte er dabei den sechsten Platz.
Während der Automobil-Weltmeisterschaft 1952 war André Simon als Gastfahrer von der Scuderia Ferrari eingeladen worden, für die roten Renner in Frankreich zu starten. Doch hatte er nicht den gewünschten Erfolg und eine schwere Erkrankung zum Ende des Jahres unterbrach seine Karriere für ein ganzes Jahr. So fuhr er 1954 wieder für Gordini und als Hans Herrmann sich beim Training zum Großen Preis von Monaco 1955 verletzte, sprang er als Gastfahrer bei Mercedes ein. Wieder hatte Simon kein Glück und musste mit technischem Defekt aufgeben. Später im selben Jahr stieß er zu Maserati. Seinen größten Erfolg feierte er mit einem Sieg beim nicht zur WM zählenden Grand Prix d’Albi. Bei Weltmeisterschaftsläufen waren ihm keine Erfolge beschieden, seinen letzten Einsatz hatte er beim Grand Prix von Italien 1957.
Später wechselte André Simon ins Sportwagenteam der Scuderia Ferrari, wo er zwischen 1960 und 1964 etliche Siege einfuhr. Danach nahm er seinen Abschied vom eigentlichen Motorsport, verunglückte aber 1966 bei einem Verkehrsunfall so schwer, dass er zwei Wochen im Koma lag.
Davon genesen, führte Simon seine Werkstatt bis zu seiner Pensionierung 1984 fort. Er starb im Juli 2012.

## Statistik

### Statistik in der Automobil-Weltmeisterschaft

#### Gesamtübersicht
| Saison | Team                      | Chassis            | Motor           | Rennen | Siege | Zweiter | Dritter | Poles | schn. Rennrunden | Punkte | WM-Pos. |
| ------ | ------------------------- | ------------------ | --------------- | ------ | ----- | ------- | ------- | ----- | ---------------- | ------ | ------- |
| 1951   | Equipe Gordini            | Gordini T15        | Gordini 1.5 L4s | 4      | −     | −       | −       | −     | −                | −      | NC      |
| 1952   | Ferrari                   | Ferrari 500        | Ferrari 2.0 L4  | 2      | −     | −       | −       | −     | −                | −      | NC      |
| 1955   | Daimler-Benz AG           | Mercedes-Benz W196 | Mercedes 2.5 L8 | 1      | −     | −       | −       | −     | −                | −      | NC      |
| 1955   | Officine Alfieri Maserati | Maserati 250F      | Maserati 2.5 L6 | 1      | −     | −       | −       | −     | −                | −      | NC      |
| 1956   | André Simon               | Maserati 250F      | Maserati 2.5 L6 | 1      | −     | −       | −       | −     | −                | −      | NC      |
| 1956   | Equipe Gordini            | Gordini T16        | Gordini 2.5 L6  | 1      | −     | −       | −       | −     | −                | −      | NC      |
| 1957   | Ottorino Volonterio       | Maserati 250F      | Maserati 2.5 L6 | 1      | −     | −       | −       | −     | −                | −      | NC      |
| Gesamt | Gesamt                    | Gesamt             | Gesamt          | 11     | −     | −       | −       | −     | −                | −      |         |

#### Einzelergebnisse
| Saison | 1   | 2 | 3   | 4   | 5   | 6 | 7   | 8 |
| ------ | --- | - | --- | --- | --- | - | --- | - |
| 1951   |     |   |     |     |     |   |     |   |
| DNA    |     |   | DNF |     | DNF | 6 | DNF |   |
| 1952   |     |   |     |     |     |   |     |   |
| DNF    |     |   |     |     |     |   | 6   |   |
| 1955   |     |   |     |     |     |   |     |   |
|        | DNF |   |     |     | DNF |   |     |   |
| 1956   |     |   |     |     |     |   |     |   |
|        |     |   |     | DNF |     |   | 9   |   |
| 1957   |     |   |     |     |     |   |     |   |
|        | DNQ |   |     |     |     |   | 11  |   |

| Legende  | Legende            | Legende                                                          |
| Farbe    | Abkürzung          | Bedeutung                                                        |
| -------- | ------------------ | ---------------------------------------------------------------- |
| Gold     | –                  | Sieg                                                             |
| Silber   | –                  | 2. Platz                                                         |
| Bronze   | –                  | 3. Platz                                                         |
| Grün     | –                  | Platzierung in den Punkten                                       |
| Blau     | –                  | Klassifiziert außerhalb der Punkteränge                          |
| Violett  | DNF                | Rennen nicht beendet (did not finish)                            |
| Violett  | NC                 | nicht klassifiziert (not classified)                             |
| Rot      | DNQ                | nicht qualifiziert (did not qualify)                             |
| Rot      | DNPQ               | in Vorqualifikation gescheitert (did not pre-qualify)            |
| Schwarz  | DSQ                | disqualifiziert (disqualified)                                   |
| Weiß     | DNS                | nicht am Start (did not start)                                   |
| Weiß     | WD                 | zurückgezogen (withdrawn)                                        |
| Hellblau | PO                 | nur am Training teilgenommen (practiced only)                    |
| Hellblau | TD                 | Freitags-Testfahrer (test driver)                                |
| ohne     | DNP                | nicht am Training teilgenommen (did not practice)                |
| ohne     | INJ                | verletzt oder krank (injured)                                    |
| ohne     | EX                 | ausgeschlossen (excluded)                                        |
| ohne     | DNA                | nicht erschienen (did not arrive)                                |
| ohne     | C                  | Rennen abgesagt (cancelled)                                      |
| ohne     | keine WM-Teilnahme |                                                                  |
| sonstige | P/fett             | Pole-Position                                                    |
| sonstige | 1/2/3/4/5/6/7/8    | Punktplatzierung im Sprint-/Qualifikationsrennen                 |
| sonstige | SR/kursiv          | Schnellste Rennrunde                                             |
| sonstige | *                  | nicht im Ziel, aufgrund der zurückgelegten Distanz aber gewertet |
| sonstige | ()                 | Streichresultate                                                 |
| sonstige | unterstrichen      | Führender in der Gesamtwertung                                   |

### Le-Mans-Ergebnisse
| Jahr | Team                          | Fahrzeug                       | Teamkollege         | Platzierung   | Ausfallgrund        |
| ---- | ----------------------------- | ------------------------------ | ------------------- | ------------- | ------------------- |
| 1949 | Charles Pozzi                 | Delahaye 175S                  | Pierre Flahault     | Ausfall       | Motorschaden        |
| 1950 | Automobiles Gordini           | Simca-Gordini T15S             | Aldo Gordini        | Ausfall       | Getriebeschaden     |
| 1951 | Equipe Gordini                | Simca-Gordini T15S             | Robert Manzon       | Ausfall       | Zündverteiler       |
| 1952 | Luigi Chinetti                | Ferrari 340 America Berlinetta | Lucien Vincent      | Rang 5        |                     |
| 1954 | Automobiles Gordini           | Gordini T24S                   | Jean Behra          | Ausfall       | Zündungsschaden     |
| 1955 | Daimler-Benz AG               | Mercedes-Benz 300 SLR          | Karl Kling          | zurückgezogen |                     |
| 1956 | Scuderia Ferrari              | Ferrari 625LM Spider Touring   | Phil Hill           | Ausfall       | Kraftübertragung    |
| 1957 | Officine Alfieri Maserati     | Maserati 450S                  | Jean Behra          | Ausfall       | Unfall              |
| 1960 | Automobiles OSCA              | OSCA Sport 750                 | Jean Laroche        | Ausfall       | Motorschaden        |
| 1962 | Fernand Tavano                | Ferrari 250 GTO                | Fernand Tavano      | Ausfall       | Differentialschaden |
| 1963 | Maserati France Johnny Simone | Maserati Tipo 151/3            | Lloyd Casner        | Ausfall       | Unfall              |
| 1964 | Maserati France               | Maserati Tipo 151              | Maurice Trintignant | Ausfall       | Elektrik            |

### Einzelergebnisse in der Sportwagen-Weltmeisterschaft
| Saison | Team                        | Rennwagen                        | 1   | 2   | 3   | 4   | 5   | 6   | 7   | 8   | 9   | 10  | 11  | 12  | 13  | 14  | 15  | 16  | 17  | 18  | 19  | 20  | 21  | 22  |
| ------ | --------------------------- | -------------------------------- | --- | --- | --- | --- | --- | --- | --- | --- | --- | --- | --- | --- | --- | --- | --- | --- | --- | --- | --- | --- | --- | --- |
| 1954   | Gordini                     | Gordini T24S                     | BUA | SEB | MIM | LEM | RTT | CAP |     |     |     |     |     |     |     |     |     |     |     |     |     |     |     |     |
| 1954   | Gordini                     | Gordini T24S                     | DNF |     |     |     |     |     |     |     |     |     |     |     |     |     |     |     |     |     |     |     |     |     |
| 1955   | Daimler-Benz AG             | Mercedes-Benz 300 SLR            | BUA | SEB | MIM | LEM | RTT | TAR |     |     |     |     |     |     |     |     |     |     |     |     |     |     |     |     |
| 1955   | Daimler-Benz AG             | Mercedes-Benz 300 SLR            |     |     |     | DNF | 3   |     |     |     |     |     |     |     |     |     |     |     |     |     |     |     |     |     |
| 1956   | Maserati                    | Maserati 300S                    | BUA | SEB | MIM | NÜR | KRI |     |     |     |     |     |     |     |     |     |     |     |     |     |     |     |     |     |
| 1956   | Maserati                    | Maserati 300S                    |     | DNF |     |     |     |     |     |     |     |     |     |     |     |     |     |     |     |     |     |     |     |     |
| 1957   | Maserati                    | Maserati 450S                    | BUA | SEB | MIM | NÜR | LEM | KRI | CAR |     |     |     |     |     |     |     |     |     |     |     |     |     |     |     |
| 1957   | Maserati                    | Maserati 450S                    |     | DNF |     |     |     |     |     |     |     |     |     |     |     |     |     |     |     |     |     |     |     |     |
| 1960   | Osca                        | OSCA Sport 750                   | BUA | SEB | TAR | NÜR | LEM |     |     |     |     |     |     |     |     |     |     |     |     |     |     |     |     |     |
| 1960   | Osca                        | OSCA Sport 750                   |     | DNF |     |     |     |     |     |     |     |     |     |     |     |     |     |     |     |     |     |     |     |     |
| 1962   | Fernand Tavano André Simon  | Ferrari 250 GT Ferrari 250 GTO   | DAY | SEB | SEB | MAI | TAR | BER | NÜR | LEM | TAV | CCA | RTT | NÜR | BRI | BRI | PAR |     |     |     |     |     |     |     |
| 1962   | Fernand Tavano André Simon  | Ferrari 250 GT Ferrari 250 GTO   |     |     |     |     | DNF |     |     | DNF | 3   |     |     |     |     |     | 6   |     |     |     |     |     |     |     |
| 1963   | Maserati France             | Maserati Tipo 151 Fiat 2300      | DAY | SEB | SEB | TAR | SPA | MAI | NÜR | CON | ROS | LEM | MON | WIS | TAV | FRE | CCE | RTT | OVI | NÜR | MON | MON | TDF | BRI |
| 1963   | Maserati France             | Maserati Tipo 151 Fiat 2300      |     |     |     |     |     |     |     |     |     | DNF |     |     |     |     |     |     |     |     |     |     | DNF |     |
| 1964   | Maserati France Ford France | Maserati Tipo 151 Shelby Daytona | DAY | SEB | TAR | MON | SPA | CON | NÜR | ROS | LEM | REI | FRE | CCE | RTT | SIM | NÜR | MON | TDF | BRI | BRI | PAR |     |     |
| 1964   | Maserati France Ford France | Maserati Tipo 151 Shelby Daytona |     |     |     |     |     |     |     |     | DNF | DNF |     |     |     |     |     |     | DNF |     |     | DNF |     |     |
| 1965   | Ford France                 | Shelby Daytona                   | DAY | SEB | BOL | MON | MON | RTT | TAR | SPA | NÜR | MUG | ROS | LEM | REI | BOZ | FRE | CCE | OVI | NÜR | BRI | BRI |     |     |
| 1965   | Ford France                 | Shelby Daytona                   |     |     |     |     |     | 12  |     |     |     |     |     |     |     |     |     |     |     |     |     |     |     |     |